# Roberto Bruni (attore)
Roberto Bruni (Treviso, 7 luglio 1916 – Madrid, 22 novembre 2013) è stato un attore italiano.

## Biografia
Dopo essersi diplomato in ragioneria, debutta al cinema nel 1939, nel film di Guido Brignone La mia canzone al vento, dove era il fidanzato di Dria Paola. Sempre con Brignone, si segnala Maria Malibran del 1943, dove impersona Vincenzo Bellini. Dopo aver interpretato un seduttore nel film di Carmine Gallone Il canto della vita del 1945, inizia una carriera di caratterista che dura fino al 1981. Svolge anche attività teatrale di prosa con Ruggero Ruggeri, Ave Ninchi, Andreina Pagnani, Laura Adani, Sergio Tofano ed Ettore Giannini, quindi nel Teatro di rivista con Erminio Macario (Scandalo al collegio del 1944), Renato Rascel, Nino Taranto e Totò (Bada che ti mangio! del 1949). Lavora anche nel doppiaggio, alla televisione e alla radio.

## Filmografia

### Cinema
- La mia canzone al vento, regia di Guido Brignone (1939)
- Le signorine della villa accanto, regia di Gian Paolo Rosmino (1942)
- Soltanto un bacio, regia di Giorgio Simonelli (1942)
- Miliardi, che follia!, regia di Guido Brignone (1942)
- Maria Malibran, regia di Guido Brignone (1943)
- Il viaggio del signor Perrichon, regia di Paolo Moffa (1943)
- Il canto della vita, regia di Carmine Gallone (1945)
- Ogni giorno è domenica, regia di Mario Baffico (1946)
- Rigoletto, regia di Carmine Gallone (1946)
- La portatrice di pane, regia di Maurice Cloche (1950)
- Canzone di primavera, regia di Mario Costa (1951)
- Prigionieri delle tenebre, regia di Enrico Bomba (1952)
- Melodie immortali, regia di Giacomo Gentilomo (1952)
- Voto di marinaio, regia di Ernesto De Rosa (1953)
- Giuseppe Verdi, regia di Raffaello Matarazzo (1953)
- Per salvarti ho peccato, regia di Mario Costa (1953)
- La mia vita è tua, regia di Giuseppe Masini (1954)
- I milanesi a Napoli, regia di Enzo Di Gianni (1954)
- Amore e smarrimento, regia di Filippo Walter Ratti (1954)
- Il barcaiolo di Amalfi, regia di Mino Roli (1954)
- Yalis, la vergine del Roncador, regia di Francesco De Robertis (1955)
- Avanzi di galera, regia di Vittorio Cottafavi (1955)
- Tempo di villeggiatura, regia di Antonio Racioppi (1956)
- I vagabondi delle stelle, regia di Nino Stresa (1956)
- Addio sogni di gloria, regia di Giuseppe Vari (1957)
- Il ricatto di un padre, regia di Giuseppe Vari (1957)
- I piaceri del sabato notte, regia di Daniele D'Anza (1960)
- Le monachine, regia di Luciano Salce (1963)
- Il primo, episodio di Bianco, rosso, giallo, rosa, regia di Massimo Mida (1964)
- Cuore di mamma, regia di Salvatore Samperi (1969)
- Fermate il mondo... voglio scendere!, regia di Giancarlo Cobelli (1970)
- Languidi baci... perfide carezze, regia di Alfredo Angeli (1976)
- Al di là del bene e del male, regia di Liliana Cavani (1977)
- Aiutami a sognare, regia di Pupi Avati (1981)

### Televisione
- Paura di me, regia di Daniele D'Anza - prosa TV (1956)
- La bisbetica domata di William Shakespeare, regia di Daniele D'Anza - prosa TV (1958)
- Ragazze in vetrina, episodio di Aprite: polizia! (1958) - miniserie TV
- Il viaggio a Beguna di Heinrich Böll, regia di Giuseppe Di Martino - prosa TV (1962)
- Sera di pioggia, regia di Daniele D'Anza - prosa TV (1963)
- Delitto e castigo, regia di Anton Giulio Majano - miniserie TV (1963)
- La donna di fiori, regia di Anton Giulio Majano - miniserie TV (1965)
- Dossier Mata Hari, regia di Mario Landi - miniserie TV (1967)
- La commedia degli errori, regia di Ruggero Jacobbi - prosa TV (1968)
- Stasera Fernandel, regia di Camillo Mastrocinque - miniserie TV (1969)
- Il segno del comando, regia di Daniele D'Anza - miniserie TV (1971)
- Estate e fumo, regia di Raffaele Meloni - prosa TV (1974)
- Spia - Il caso Philby, regia di Gian Pietro Calasso – miniserie TV (1977)

## Teatro
- Scandalo al collegio di Mario Amendola, regia di Erminio Macario, 1944.
- La fastidiosa di Franco Brusati, regia di José Quaglio, stagione teatrale 1965-1966.